# Partido de Leandro N. Alem
Partido de Leandro N. Alem är en kommun i Argentina.   Den ligger i provinsen Buenos Aires, i den centrala delen av landet, 290 km väster om huvudstaden Buenos Aires. Antalet invånare är 16 358. Arean är 1 600 kvadratkilometer.
Terrängen i Partido de Leandro N. Alem är mycket platt.
Trakten runt Partido de Leandro N. Alem består till största delen av jordbruksmark. Runt Partido de Leandro N. Alem är det glesbefolkat, med 10 invånare per kvadratkilometer.